# Torbeck (kommun)
Torbeck är en kommun i Haiti.   Den ligger i departementet Sud, i den sydvästra delen av landet, 170 km väster om huvudstaden Port-au-Prince.